# Köves-bérc
A Köves-bérc egy 283 méter magas hegy a Dunazug-hegyvidéken, a Pilis hegységben, Pilisborosjenő területén.

## Fekvése
A Köves-bérc a Pilis hegység egyik legdélebbi magaslata, közel a hegység keleti végéhez. Annak a hegysornak a része, a Fehér-heggyel és más, kevéssé ismert nevű vagy névtelen kiemelkedésekkel együtt, amelyek a Kevélyek déli előhegyeinek számítanak. Nemcsak a hegy legmagasabb pontja, de lényegében az egész tömbje a Pest vármegyei Pilisborosjenő közigazgatási területén terül el.

## Leírása
A hegy területének nagy része erdőborítású, olyan mészkedvelő fajösszetételű erdők borítják, mint amelyek a Pilis és a Budai-hegység más, hasonló magasságú hegyein is megfigyelhetők. Hidrológiai szempontból az Aranyhegyi-patak vízgyűjtő területéhez tartozik, déli lejtőinek vizei közvetlenül az itt solymári területen húzódó patakba folynak, míg az északabbi lejtőire hulló csapadék a Borosjenői-patakot táplálják, amely már a főváros határán belül torkollik az Arany-hegyi patakba.

## Megközelítése
A hegy legkönnyebben Pilisborosjenő központja felől közelíthető meg – a falu délebbi fekvésű utcái közül néhány egészen a csúcs közelébe kapaszkodik fel –, de fel lehet jutni a hegyre dél-délnyugati irányból, a 10-es főút felől, az ott közlekedő 218-as busz Kövesbérci út megállóhelyétől is. Áthalad a hegyen az Országos Kéktúra 15-ös számú szakasza.

## Gazdasági hasznosítása
A hegytömb déli lábánál korábban évtizedeken keresztül téglagyár működött, nagy kiterjedésű agyagbányával, ezt a rendszerváltás előtt a Budai Tégla és Cserépipari Vállalat üzemeltette. A gyárat és az azt környező lakóterületeket évtizedeken át önálló buszjárat, a Budapesti Közlekedési Vállalat 18-as viszonylatszámú autóbusza szolgálta ki, amelynek 2005 őszéig itt volt a végállomása. A járat némileg módosított útvonalon ma is közlekedik (218-as számozással), de a külső végállomását 2005. november 15-én két megállóval kijjebb, a solymári Auchan áruházhoz helyezték. A téglagyárat – melynek utolsó tulajdonosa a Budai Tégla Zrt. volt – valamikor a 2000-es években bezárták, az agyagbányát rekultiválták. 2014-ben az egykori gyár egy kisebb épülete még állt (ezen a Budatherm felirat volt olvasható), de az elbontott gyártócsarnokoknak már csak üres helye volt látható.

## Jövőbeli fejlesztések a területen
Az M0-s autóút fejlesztésével kapcsolatban elfogadott tervek szerint a Köves-bérc hegytömbje alatt egy több kilométer hosszú alagútban fog elhaladni – megépülése után – az M0 északnyugati szakasza, amely a fentebb említett rekultivált agyagbányából fog kibukkanni, hogy utána híddal keresztezze a 10-es és a majdani M10-es utakat. A végleges nyomvonalat kijelölő kormányrendelet 2013-ban lépett hatályba, ám ennek sorsa bizonytalan a pereskedések miatt.